# Quirin Roth

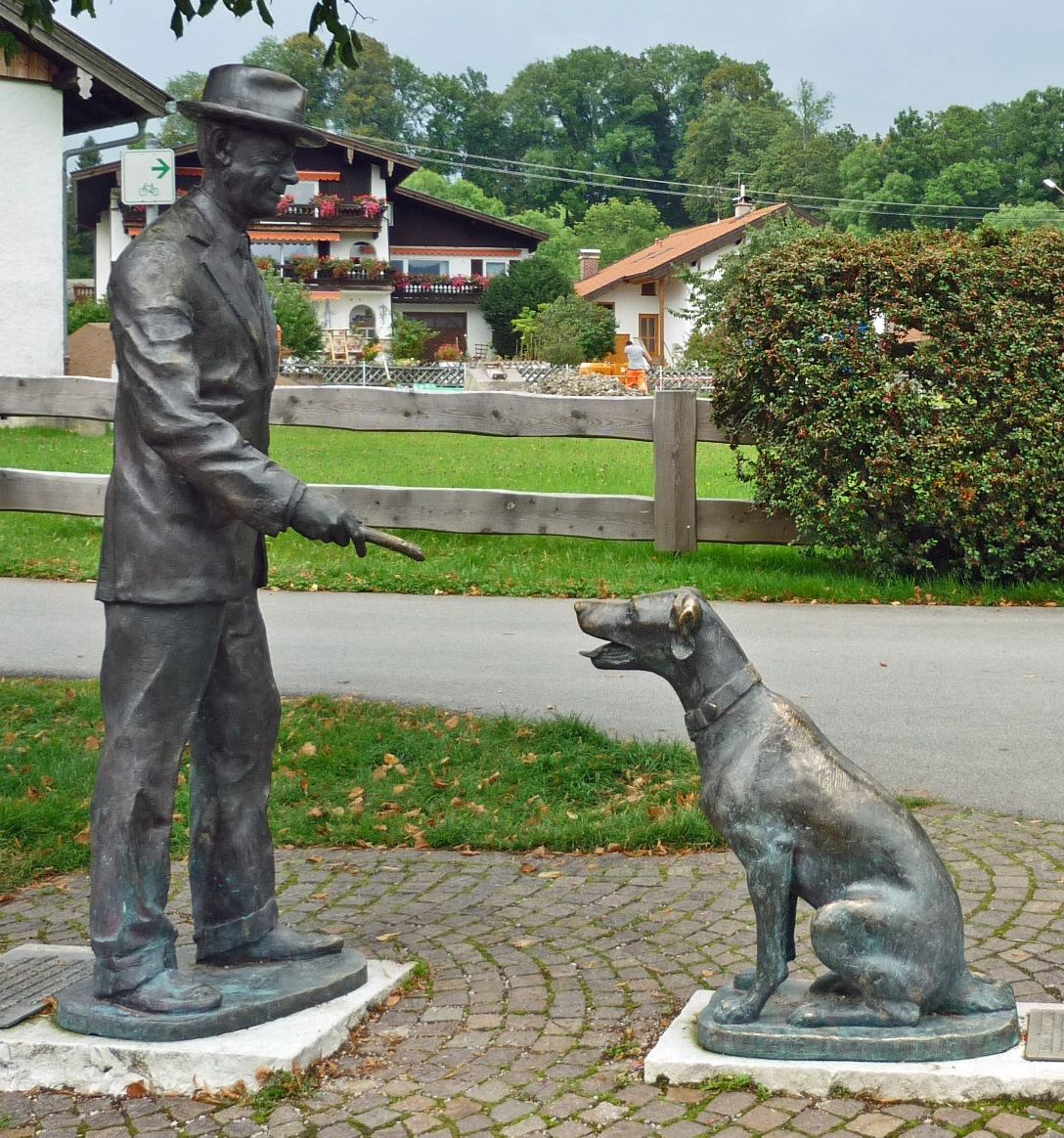
Skulpturengruppe Thomas Mann mit Bauschan in Gmund am Tegernsee, 2001

Quirin Roth (* 8. Januar 1943 in München; † 21. Juli 2020 in Dürnbach (Gmund am Tegernsee)) war ein deutscher Bildhauer. Er ist der Schöpfer zahlreicher Skulpturen im öffentlichen Raum.

## Leben
Quirin Roth wuchs in Schliersee auf. Er lernte Holzbildhauerei an der Kunstgewerbeschule München. Nachdem er für seine Arbeiten mehrfach ausgezeichnet worden war, studierte er mit einem Stipendium der Begabtenförderung an der Akademie der Bildenden Künste Nürnberg bei Hans Wimmer. Ab 1966 arbeitete er als freischaffender Künstler.